# Sabatieria wieseri
Sabatieria wieseri is een rondwormensoort uit de familie van de Comesomatidae. De wetenschappelijke naam van de soort is voor het eerst geldig gepubliceerd in 1985 door Platt.